# HD106982
HD106982 — хімічно пекулярна зоря спектрального класу B8, що має видиму зоряну величину в смузі V приблизно  8,5.
Вона  розташована на відстані близько 1885,3 світлових років від Сонця.

## Пекулярний хімічний склад
Зоряна атмосфера HD106982 має підвищений вміст 
Si
.